# Dieter Ahlers
Dieter Ahlers (* 1. September 1921 in Bremen; † 30. Juli 2009 in Bremen) war ein deutscher Rechtsanwalt. Er war Vizepräsident des Deutschen Anwaltvereins, Vorstand der Hans Soldan Stiftung und Träger der Hans-Dahs-Plakette.

## Biografie
Ahlers war Hauptscharführer der Hitler-Jugend und seit 1939 Mitglied der NSDAP. Nach dem Jurastudium in Hamburg, einer Promotion 1948 über den Grundstücksschwarzkauf und der Referendarausbildung in Bremen und Göttingen war Ahlers zunächst ab 1948 Gerichtsassessor in Bremen. 1950 wurde er als Rechtsanwalt in Bremen zugelassen und schied damit aus dem Staatsdienst aus, 1958 wurde er zum Notar ernannt.
1954 trat Ahlers in die seit 1858 bestehende Sozietät Dr. Kind, Dr. Meyer, Dr. Löning und Partner (heute: Ahlers & Vogel) ein. 
Neben seiner Tätigkeit als Rechtsanwalt war Ahlers im Deutschen Anwaltverein (DAV) aktiv. In Bremen wurde er 1971 zum stellvertretenden Vorsitzenden des örtlichen Anwaltvereins gewählt, 1973 zum Vorsitzenden. Dieses Amt bekleidete er bis 1983. Auf Bundesebene war Ahlers von 1973 bis 1983 Vorstandsmitglied des DAV, zuletzt Vizepräsident. Fachlich war er dort von 1963 bis 2000 als Mitglied des Zivilrechtsausschusses, seit 1974 auch als Mitglied des Handelsrechtsausschusses vertreten. Der DAV-nahen Hans Soldan Stiftung stand Ahlers seit 1979 vor. Von 1963 bis 1970 war Ahlers Mitglied des gemeinsamen Prüfungsamtes der Länder Bremen, Hamburg und Schleswig-Holstein für die Große Juristische Staatsprüfung.  
Von 1979 bis 1996 war Ahlers Mitglied des Ehrengerichtshofs für Rechtsanwälte der Freien Hansestadt Bremen, seit 1988 dessen Präsident.

## Ehrungen
- 1995 wurde Ahlers die Hans-Dahs-Plakette vom Deutschen Anwaltverein für seine Verdienste um die Verwirklichung des sozialen Rechtsstaats im Gesamtbereich der Rechtspflege verliehen.
- Die Universität Bielefeld verlieh Ahlers am 16. April 1999 die Ehrendoktorwürde.